# La Neuville-lès-Bray
La Neuville-lès-Bray là một xã ở tỉnh Somme, vùng Hauts-de-France, Pháp.

## Địa lý
Thị trấn này tọa lạc trên đường D329, bên hai bờ sông Somme, đối diện Bray-sur-Somme, khoảng 18 dặm Anh về phía đông của Amiens.

## Dân số
| 1962                                                           | 1968 | 1975 | 1982 | 1990 | 1999 |
| -------------------------------------------------------------- | ---- | ---- | ---- | ---- | ---- |
| 164                                                            | 175  | 201  | 214  | 215  | 260  |
| Số liệu điều tra dân số từ năm 1962, dân số không tính hai lần |      |      |      |      |      |